# 秋野亥左牟
秋野 亥左牟（あきの いさむ、1935年4月7日 - 2011年11月23日）は、日本の画家、絵本画家。沢宏靱と秋野不矩の次男。

## 略歴
- 1935年（昭和10年） - 京都市生まれ。
- 1961年（昭和36年） - 東京藝術大学彫刻科を中退。
- 1962年（昭和37年） - インドの大学に客員教授として招かれた秋野不矩と一緒に移住。
- 1965年（昭和41年） - ネパールに移住。
- 1968年（昭和43年） - 『プンクマインチャ』を出版。ロシア、ヨーロッパ、モロッコ、メキシコ、アメリカ、カナダなどを巡る。
- 1977年（昭和52年）から1994年（平成6年）まで、沖縄県小浜島に住む。広島県御調町、福山市と経て[4]、2005年（平成17年）から兵庫県上郡町に住んだ[5]。
- 2011年（平成23年）11月23日 - 食道がんのため自宅で死去[2][3]。76歳没。

## 主な著書
画を担当した作品
- 大塚勇三 再話『プンクマインチャ ネパール民話』（福音館書店 新版 ISBN 4-8340-1082-1）
- 金関寿夫 訳『おれは歌だおれはここを歩く アメリカ・インディアンの詩』（福音館書店、1992年2月 ISBN 4-8340-0200-4）
- 大塚勇三 再話『石のししのものがたり チベットの民話による』（福音館書店、1992年10月 ISBN 4-8340-1189-5）
- 石垣幸代、秋野和子 文『サシバ舞う空』（福音館書店、2001年10月 ISBN 4-8340-2521-7）第51回 2002年 小学館児童出版文化賞受賞
- 金関寿夫 訳『神々の母に捧げる詩 続 アメリカ・インディアンの詩』（福音館書店、2012年11月 ISBN 978-4-8340-2758-7）第60回産経児童出版文化賞美術賞受賞

自伝
- 『イサム☆オン・ザ・ロード―バビロン=都市=の時代の終焉と宇宙に向かう時の始まり』（人間家族、改訂版、1997年 ISBN 978-4915963193）